# Hans-Jürgen Horn
Hans-Jürgen Horn (* 20. Februar 1936 in Düren) ist ein deutscher Altphilologe.

## Leben
Hans-Jürgen Horn studierte ab dem Sommersemester 1956 zunächst Schulmusik an der  Hochschule für Musik Köln, wechselte aber zur Klassischen Philologie und wurde 1964 mit der Dissertation Hippias maior: Untersuchungen zur Echtheitsfrage des Dialogs promoviert. Anschließend arbeitete Horn als Wissenschaftlicher Assistent für Klassische Philologie an der Universität zu Köln. Am 13. Mai 1970 erreichte er seine Habilitation mit der Schrift Das aristotelische Verständnis der Metapher auf die Theorie der Metaphorik im New Criticism. 1975 wechselte er als ordentlicher Professor an die Universität Mannheim, wo er bis zu seiner Emeritierung (2001) in Lehre und Forschung aktiv war.
Zu Hans-Jürgen Horns Forschungsschwerpunkten zählen die griechische Philosophie und die Wirkungsgeschichte der Antike.